# Автостанция

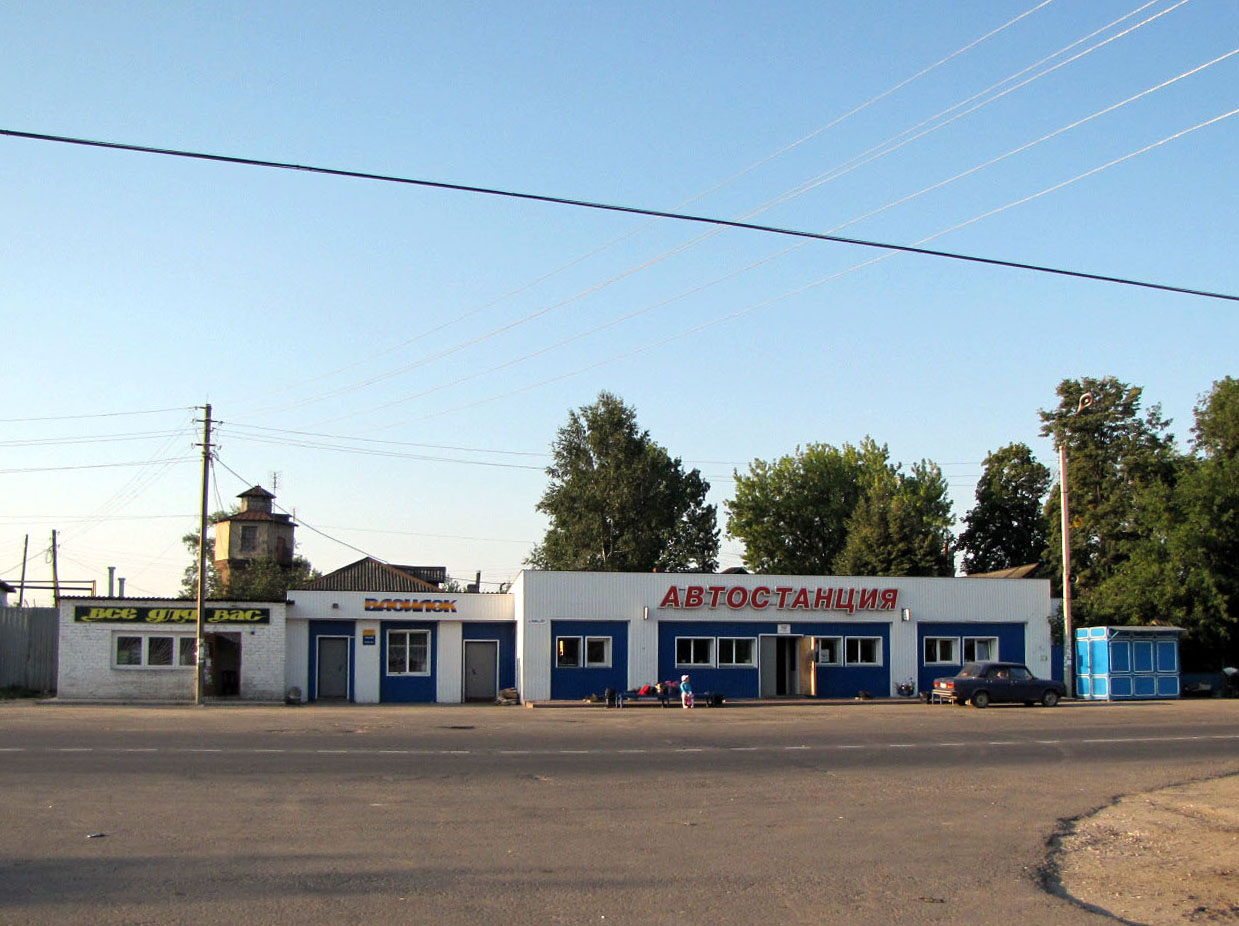
Автостанция в посёлке Тума Рязанской области

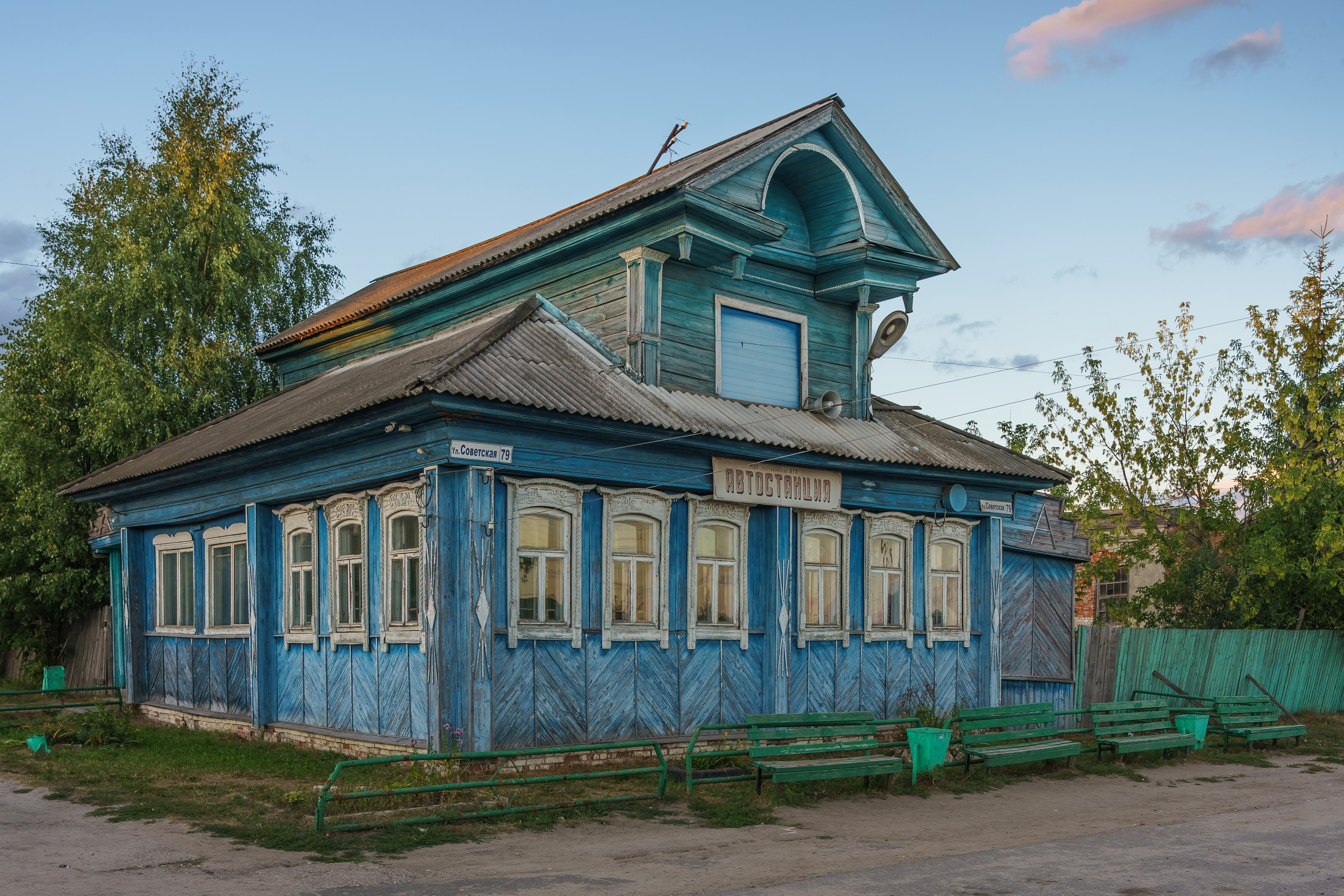
Деревянное здание автостанции в посёлке Пестяки Ивановской области

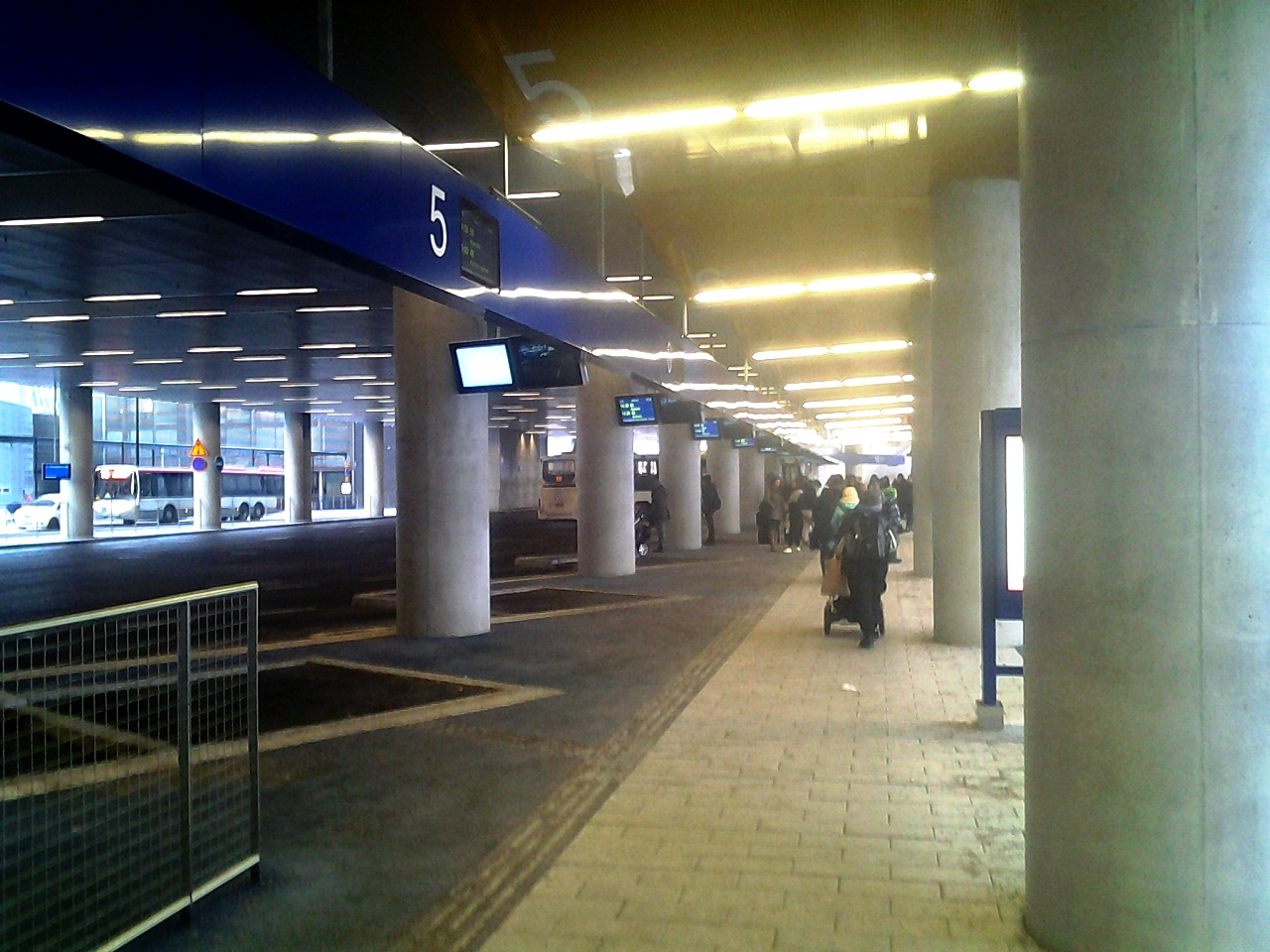
Автовокзал Тиккурила в Вантаа, Финляндия

Автоста́нция (автобусная станция), в соответствии с действующими в России Правилами перевозок пассажиров и багажа автомобильным транспортом и городским наземным электрическим транспортом, — объект транспортной инфраструктуры, включающий в себя размещенный на специально отведенной территории комплекс зданий и сооружений, предназначенных для оказания услуг пассажирам и перевозчикам при осуществлении перевозок пассажиров и багажа, обеспечивающий возможность отправления от 250 до 1000 человек в сутки.
Автостанция (автобусная станция, автомобильная станция), согласно БСЭ — это комплекс зданий и сооружений для обслуживания пассажиров городских, пригородных и междугородних автобусов, линейного персонала, подвижного состава и хранения грузов.
Разница между автостанцией и автовокзалом заключается, прежде всего, в размерах: по данным БСЭ, предел вместимости автостанции составляет 50 человек, автовокзала — минимум 100 человек. Некоторые автостанции вообще не имеют помещения для пассажиров, а только открытый павильон или навес для защиты от осадков.

## Классы автостанций
В зависимости от назначения автостанции делятся на четыре класса:
- I класс — обслуживающие крупные грузовые и пассажирские операции. Включают в себя вокзалы, гостиницы, рестораны, открытые стоянки и гаражи, авторемонтные мастерские, автомагазины, заправочные пункты, склады, перегрузочные площадки. Такие станции оборудованы средствами связи и метеорологическими пунктами. Целесообразны такие комплексы на расстояниях 200—300 км друг от друга. Рекомендуется совмещать такие станции с инфраструктурой других видов транспорта, организуя транспортные узлы. Кроме того, такие территории неизбежно притягивают торговлю и услуги, поэтому необходимо предусматривать их размещение.
- II класс — обслуживающие менее крупные транспортные операции. Оборудованы вокзалом, станцией технического обслуживания, гаражами, открытой стоянкой, заправочным пунктом.
- III класс — тип остановочного пункта. Обслуживает в основном пассажирские операции, включают пассажирский павильон или платформу и заправочный пункт.
- IV класс — остановочные пункты для посадки, высадки и ожидания пассажиров (автобусная остановка).

Существует отдельная категория — грузовые автомобильные станции — комплексы, предназначенные для обслуживания регулярных грузовых перевозок в междугородном сообщении, при грузообороте не менее 100 т в сутки. Территориально их привязывают к транспортным узлам и логистическим центрам. В такие станции включают склады, площадки, платформы, весы, контору и грузовой двор, стоянки, вспомогательные и обслуживающие здания. В СССР на базе таких станций были сформированы ПОГАТ (производственное объединение грузового транспорта) — предприятия осуществлявшие грузовые перевозки.